# Phạm Trọng Nhân
Phạm Trọng Nhân (sinh 20/3/1972) là đại biểu Quốc hội Việt Nam khóa 13, khóa 14 thuộc đoàn đại biểu Bình Dương. Ông hiện là tỉnh ủy viên, Phó trưởng Đoàn chuyên trách Đoàn Đại biểu Quốc hội tỉnh Bình Dương, Ủy viên Ủy ban Kinh tế của Quốc hội.

## Xuất thân và giáo dục
Phạm Trọng Nhân sinh ngày 20 tháng 3 năm 1972, người dân tộc Kinh, không theo tôn giáo nào. Ông có quê quán ở xã Yên Luông, huyện Gò Công, tỉnh Tiền Giang. (hoặc xã Bình Tân, huyện Gò Công Tây, Tiền Giang)
Ông có bằng Cử nhân kinh tế, Thạc sỹ Quản trị Kinh doanh, bằng Cao cấp lý luận chính trị - hành chính Đảng Cộng sản Việt Nam.

## Sự nghiệp
Ngày 15 tháng 8 năm 1998, ông gia nhập Đảng Cộng sản Việt Nam.
Ông từng là Đại biểu Quốc hội Việt Nam khóa XIII tỉnh Bình Dương.
Ngày 22 tháng 5 năm 2016, ông trúng cử Đại biểu Quốc hội Việt Nam khóa XIV tỉnh Bình Dương.
Tháng 5/2021 Ông trúng cử Đại biểu Quốc hội Việt Nam khóa XV (2021-2026)
Ông hiện là Tỉnh uỷ viên, Phó trưởng Đoàn chuyên trách, Đoàn đại biểu Quốc hội tỉnh Bình Dương